# Kurgurahu
Kurgurahu ist eine unbewohnte Insel, 630 Meter von der größten estnischen Insel Saaremaa entfernt. Die Insel liegt in der Landgemeinde Saaremaa im Kreis Saare. Die 3,7 Hektar große Insel gehört zum Nationalpark Vilsandi. Die nächste Siedlung ist das Dorf Kuusnõmme.